# Biathlon ai XX Giochi olimpici invernali

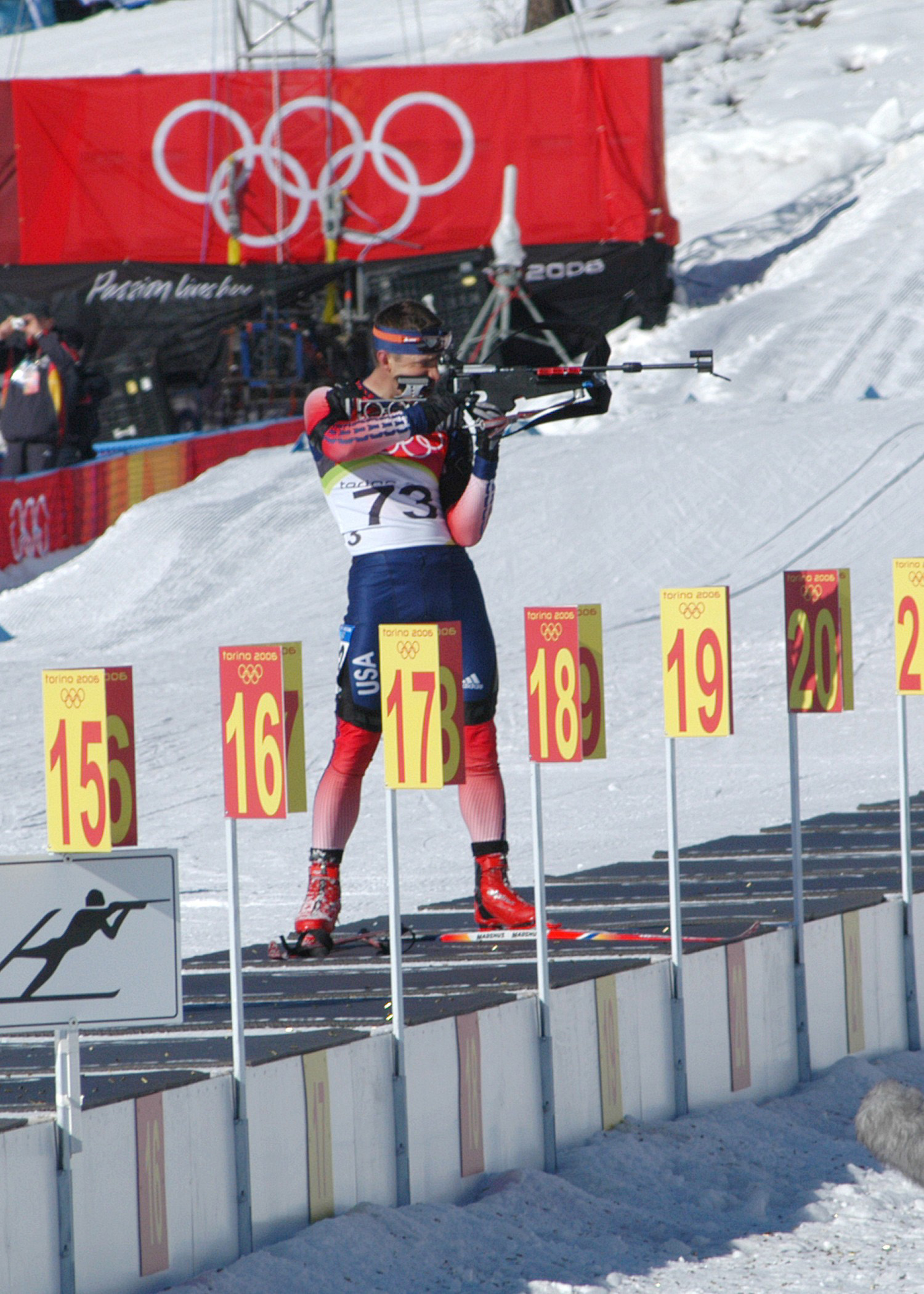
Biatleta al poligono durante la 20 km individuale maschile

Nel biathlon ai XX Giochi olimpici invernali, che si svolsero nel 2006 a Torino (Italia), vennero assegnate medaglie in dieci specialità. Le gare si sono svolte dall'11 al 25 febbraio sulle piste del  Centro Olimpico del Biathlon di Cesana Torinese.

## Gare maschili

### 20 km individuale
Cesana San Sicario - 11 febbraio 2006
È la disciplina più lunga e dura tra le specialità del biathlon e si è svolta il primo giorno di gara dell'Olimpiade. La vittoria è andata a Michael Greis ( Germania) che ha preceduto Ole Einar Bjørndalen ( Norvegia) per soli 16 secondi, dopo che questi aveva quasi compromesso la sua gara a causa di alcuni errori ai primi poligoni, poi recuperati con la prestazione sciistica. Il terzo gradino del podio è andato a Halvard Hanevold (soprannominato bisonte bianco) che ha preceduto uno dei più vecchi atleti delle olimpiadi, il russo Sergej Čepikov.
| Pos. | Atleta               | Nazione    | Tempo / Pen.      |
| 1    | Michael Greis        | Germania   | 54:23.0 / 0,1,0,0 |
| 2    | Ole Einar Bjørndalen | Norvegia   | 54:39.0 / 1,1,0,0 |
| 3    | Halvard Hanevold     | Norvegia   | 55:31.9 / 1,1,0,0 |
| 4    | Sergej Čepikov       | Russia     | 55:32.7 / 1,0,0,0 |
| 5    | Marek Matiaško       | Slovacchia | 55:48.6 / 0,0,0,1 |
| 6    | Julien Robert        | Francia    | 55:59.4 / 0,0,0,0 |

### 10 km sprint
Cesana San Sicario - 14 febbraio 2006
La prova vede la seconda affermazione tedesca alle olimpiadi di Torino 2006 con la vittoria di Sven Fischer ( Germania), detto Lo squalo grazie alla prova al poligono senza errori. Il tedesco ha preceduto due atleti norvegesi: Halvard Hanevold e Frode Andresen, quest'ultimo molto abile sugli sci. Nella gara inoltre si è distinto l'outsider austriaco Wolfgang Perner perché senza errori all'ultimo poligono avrebbe potuto conquistato una medaglia.
| Pos. | Atleta           | Nazione  | Tempo / Pen.  |
| 1    | Sven Fischer     | Germania | 26:11,6 / 0,0 |
| 2    | Halvard Hanevold | Norvegia | 26:19,8 / 0,0 |
| 3    | Frode Andresen   | Norvegia | 26:31,3 / 0,1 |
| 4    | Wolfgang Perner  | Austria  | 26:51,6 / 0,1 |
| 5    | Vincent Defrasne | Francia  | 26:54,2 / 0,1 |
| 6    | Ivan Čerezov     | Russia   | 27:09,0 / 0,0 |

### 12,5 km inseguimento
Cesana San Sicario - 18 febbraio 2006
| Pos. | Atleta               | Nazione  | Tempo / Pen.      |
| ---- | -------------------- | -------- | ----------------- |
| 1    | Vincent Defrasne     | Francia  | 35'20"2 / 0,0,0,2 |
| 2    | Ole Einar Bjørndalen | Norvegia | +2"7 / 0,1,1,1    |
| 3    | Sven Fischer         | Germania | +15"6 / 2,2,0,0   |
| 4    | Ilmārs Bricis        | Lettonia | +26"7 / 0,1,0,0   |
| 5    | Halvard Hanevold     | Norvegia | +37"5 / 0,0,3,0   |
| 6    | Frode Andresen       | Norvegia | +56"7 / 0,3,1,1   |

### Staffetta 4x7,5 km
Cesana San Sicario - 21 febbraio 2006
| Pos. | Nazione   | Atleti                                                             | Tempo / Pen.     |
| 1    | Germania  | Ricco Groß Michael Rösch Sven Fischer Michael Greis                | 1:21:51.5 / 1+8  |
| 2    | Russia    | Ivan Čerezov Sergej Čepikov Pavel Rostovcev Nikolaj Kruglov        | 1:22:12.4 / 0+6  |
| 3    | Francia   | Julien Robert Vincent Defrasne Ferréol Cannard Raphaël Poirée      | 1:22:35.1 / 0+6  |
| 4    | Svezia    | Jakob Börjesson Björn Ferry Mattias Nilsson Carl Johan Bergman     | 1:22:35.1 / 0+12 |
| 5    | Norvegia  | Halvard Hanevold Stian Eckhoff Frode Andresen Ole Einar Bjørndalen | 1:23:03.6 / 2+9  |
| 6    | Rep. Ceca | Ondřej Moravec Zdeněk Vítek Roman Dostál Michal Šlesingr           | 1:23:04.0 / 1+11 |

### 15 km in linea
Cesana San Sicario - 25 febbraio 2006
| Pos. | Atleta               | Nazione   | Tempo / Pen.        |
| ---- | -------------------- | --------- | ------------------- |
| 1    | Michael Greis        | Germania  | 47:20.0 / 0,0,1,0,1 |
| 2    | Tomasz Sikora        | Polonia   | 47:26.3 ( 0,0,0,1,1 |
| 3    | Ole Einar Bjørndalen | Norvegia  | 47:32.3 / 0,0,1,2,3 |
| 4    | Paavo Puurunen       | Finlandia | 47:43.7 / 0,0,0,0,0 |
| 5    | Sergej Čepikov       | Russia    | 47:49.1 / 0,0,0,0,0 |
| 6    | Emil Hegle Svendsen  | Norvegia  | 48:13.8 / 0,1,0,1,2 |

## Gare femminili

### 15 km individuale
Cesana San Sicario - 13 febbraio 2006
La vittoria è andata alla russa Svetlana Išmuratova, nota per la precedente lunga serie di podi senza alcuna vittoria. La tripletta russa è stata scongiurata da Martina Glagow ( Germania), giunta terza dietro a Ol'ga Pylëva ma prima della quarta Al'bina Achatova ( Russia). Le big Liv Grete Poirée ( Norvegia), Anna Carin Olofsson ( Svezia) e Kati Wilhelm ( Germania) (le ultime due con ben 5 errori) non hanno invece brillato come era nelle aspettative degli addetti ai lavori. Alcuni giorni dopo la gara, la russa Pylëva però è stata trovata positiva ad un controllo anti-doping, venendo quindi squalificata dai giochi e privata della medaglia d'argento. La classifica è stata quindi ridisegnata, consegnando l'argento a Martina Glagow ( Germania) e l'argento a Al'bina Achatova ( Russia).
| Pos. | Atleta              | Nazione  | Tempo / Pen.      |
| 1    | Svetlana Išmuratova | Russia   | 49'24"1 / 0,0,1,0 |
| 2    | Martina Glagow      | Germania | 50'34"9 / 0,1,0,1 |
| 3    | Al'bina Achatova    | Russia   | 50'55"0 / 1,0,0,1 |
| 4    | Andrea Henkel       | Germania | 51'46"3 / 0,0,0,2 |
| 5    | Krystyna Pałka      | Polonia  | 51'50"7 / 0,0,0,0 |
| 6    | Sandrine Bailly     | Francia  | 51'58"2 / 3,0,0,0 |

### 7,5 km sprint
Cesana San Sicario - 16 febbraio 2006
| Pos. | Atleta                  | Nazione     | Tempo/Pen.    |
| ---- | ----------------------- | ----------- | ------------- |
| 1    | Florence Baverel-Robert | Francia     | 22'31"4 / 0,0 |
| 2    | Anna Carin Olofsson     | Svezia      | 22'33"8 / 1,0 |
| 3    | Lilija Efremova         | Ucraina     | 22'38"0 / 0,0 |
| 4    | Al'bina Achatova        | Russia      | 22'40"2 / 0,0 |
| 5    | Alena Zubrylava         | Bielorussia | 22'40"5 / 0,0 |
| 6    | Sandrine Bailly         | Francia     | 22'43"0 / 1,1 |

### 10 km inseguimento
Cesana San Sicario - 18 febbraio 2006
| Pos. | Atleta              | Nazione  | Tempo/Pen.        |
| ---- | ------------------- | -------- | ----------------- |
| 1    | Kati Wilhelm        | Germania | 36'43"6 / 0,0,1,0 |
| 2    | Martina Glagow      | Germania | +1'13"6 / 1,1,0,0 |
| 3    | Al'bina Achatova    | Russia   | +1'21"4 / 0,1,0,0 |
| 4    | Svetlana Išmuratova | Russia   | +1'45"4 / 0,1,1,0 |
| 5    | Michela Ponza       | Italia   | +2'08"1 / 0,0,0,1 |
| 6    | Liv Grete Poirée    | Norvegia | +2'19"8 / 1,0,0,1 |

### Staffetta 4x6 km
Cesana San Sicario - 23 febbraio 2006
| Pos. | Nazione     | Atlete                                                                  | Tempo/Pen.       |
| ---- | ----------- | ----------------------------------------------------------------------- | ---------------- |
| 1    | Russia      | Anna Bogalij-Titovec Svetlana Išmuratova Ol'ga Zajceva Al'bina Achatova | 1:16:12.5 / 0+2  |
| 2    | Germania    | Martina Glagow Andrea Henkel Katrin Apel Kati Wilhelm                   | 1:17:03.2 / 1+8  |
| 3    | Francia     | Delphyne Peretto Florence Baverel-Robert Sylvie Becaert Sandrine Bailly | 1:18:38.7 / 0+8  |
| 4    | Bielorussia | Ekaterina Vinogradova Vol'ha Nazarava Ljudmila Anan'ka Alena Zubrylava  | 1:19:19.6 / 0+8  |
| 5    | Norvegia    | Tora Berger Liv Grete Poirée Gunn Margit Andreassen Linda Tjørhom       | 1:19:34.4 / 1+13 |
| 6    | Slovenia    | Teja Gregorin Andreja Mali Dijana Ravnikar Tadeja Brankovič             | 1:19:55.7 / 1+11 |

### 12,5 km in linea
Cesana San Sicario - 25 febbraio 2006
| Pos. | Atleta                  | Nazione     | Tempo/Pen.          |
| ---- | ----------------------- | ----------- | ------------------- |
| 1    | Anna Carin Olofsson     | Svezia      | 40:36.5 / 0,0,0,1,1 |
| 2    | Kati Wilhelm            | Germania    | 40:55.3 / 0,0,1,0,1 |
| 3    | Uschi Disl              | Germania    | 41:18.4 / 1,0,1,1,3 |
| 4    | Martina Glagow          | Germania    | 41:33.6 / 1,0,1,0,2 |
| 5    | Florence Baverel-Robert | Francia     | 41:40.5 / 1,1,0,0,2 |
| 6    | Vol'ha Nazarava         | Bielorussia | 41:50.5 / 0,0,1,0,1 |

## Medagliere per nazioni
| Pos. | Paese    | Oro | Argento | Bronzo | Totale |
| ---- | -------- | --- | ------- | ------ | ------ |
| 1    | Germania | 5   | 4       | 2      | 11     |
| 2    | Russia   | 2   | 1       | 2      | 5      |
| 3    | Francia  | 2   | 0       | 2      | 4      |
| 4    | Svezia   | 1   | 1       | 0      | 2      |
| 5    | Norvegia | 0   | 3       | 3      | 6      |
| 6    | Polonia  | 0   | 1       | 0      | 1      |
| 7    | Ucraina  | 0   | 0       | 1      | 1      |